# Квазіпраліси Любіжнянського лісництва
Квазіпраліси Любіжнянського лісництва — пралісова пам'ятка природи місцевого значення. Об'єкт розташований на території Надвірнянського району Івано-Франківської області, ДП «Делятинське лісове господарство», Любіжнянське лісництво, квартал 20, виділи 7, 8, 12, 13, 15, 16, 23, 24, 25, 26, 27, 30, 35, 36, 37, 38.
Площа — 97,7 га, статус отриманий у 2020 році.